# API規格
API規格（エーピーアイきかく）とは、アメリカ石油協会(American Petroleum Institute) が定めた石油に関する規格の総称のことである。日本国内では一般にはエンジンオイルのグレードを定めていることで知られているが、これは油田における原油生産設備からパイプライン輸送、石油製品の製造まで、数多くの規格が定められているものの中のごく一部である。エンジンオイルの規格の認証・ライセンスの発行はEolcsが行う。

## エンジンオイルの品質規格

### ガソリンエンジン用規格（S・サービスカテゴリ）
オイルの酸化安定性、デポジット防止性、サビ・腐食・磨耗防止性、洗浄性、蒸発性、せん断安定性など多くの審査項目からSA〜SPまで14種類のグレードに分類される（SI、SKおよびSOは他の用語との関係等から除外されている
）。
現在APIにおける有効（Current）な規格はSJ,SL,SM,SNでSH以前は廃止（obsolete）となっている。
SカテゴリのSはService(またはService station)もしくはspark ignition engineの頭文字から（API公式データではServiceとなっている）。使用するオイルと自動車の製造年代のマッチングについても言及しているため、SA～SGなど1980年代以前の古い自動車を対象としたグレードのオイルが市販されていることは少ない。近年設定されたSLグレードから、エンジンへの影響評価ばかりではなく、二酸化炭素や炭化水素、窒素酸化物の排出削減、オイル交換時期の延長など環境評価としての側面を打ち出したことが特徴。2000年前後に、表示されたグレードに達しない基準のエンジンオイルがアメリカ国内で市販され、規格の信頼性が問題となったが、新グレードの設定などの措置を行い対処したとしている。国産車ではエンジンオイルの指定にAPI規格を用いるため日本国内では欧州のACEA規格よりも認知度は高く、ホームセンターやカー用品店でユーザーがオイルを選ぶ基準の一つにもなっている。
現在は､新設（2020年5月より運用）の SP / RC というクラスができ、こちらが最上位の規格となっている。
RCとはResource Conservingの略語で、2010年10月運用開始のSN規格より設定された。API SN規格に加え、省燃費性、触媒への適合性（リン分の揮発性を規定）、高温デポジット抑制、エマルション保持性（E85燃料対応）が要求されており、API SN/RCは、ILSAC GF-5と同じ内容の規格とされている。

なおSM規格まではRCではなくEC（ENERGY CONSERVING）が用いられていた。RCとECの基本的な内容はさほど変わらず、実質的にはRCはECから名称が変わっただけのものともいえる。しかしENERGY（エネルギー）からRESOURCE（資源）となった事から省エネルギーのみだけではなくもっと全体的な省資源までを考慮した規格であるという意味合いが強くなっている。
| 規格    | 発効       | 特徴 |
| ------- | ---------- | --- |
| SL      | 2001年7月  | ・省燃費性の向上（CO2の削減） ・排出ガスの浄化（CO、HC、NOxの排出削減） ・オイル劣化防止性能の向上                                 |
| SM      | 2004年11月 | ・更なる省燃費性 ・触媒被毒の軽減 ・高温酸化安定性                                                                                 |
| SN      | 2010年10月 | ・省燃費性能はSM規格対比0.5%以上の改善 ・デポジットの発生をSM規格対比14％以上改善 ・触媒に悪影響を与えるリンの蒸発を20％までに抑制 |
| SN PLUS | 2018年5月  | ・LSPI対応（直噴エンジンで起きるスーパーノッキング防止）                                                                           |
| SP      | 2020年5月  | ・LSPI対応 ・タイミングチェーンの摩耗低減性能向上                                                                                  |

### ディーゼルエンジン用規格（C・コマーシャルカテゴリ）
ディーゼルエンジン用API規格にはCA - CK-4までのグレードが存在しており、日本国内ではCF-4までが主に用いられ(理由は後述)、乗用車や農業機械向けには CD級以降のオイルが一般に良く用いられる。CカテゴリのCはCommercialもしくはCompression ignition engineの頭文字から（API公式データではCommercialとなっている）。またCF-4の4は4サイクル用である事をしめす。国内の乗用のディーゼル車においてCDやCF、CF-4以前のAPIのディーゼル規格が指定される事もあったが、乗用のディーゼル車がほぼ存在しないアメリカの規格らしく、近年の規格では大型トラックなど商用車や重機・産業機械などを対象とした規格となっており、乗用車は基本的には対象としていない規格となっている。この点は乗用車と商用車でディーゼルオイル規格がわけられている欧州のACEA規格（乗用車：BおよびCカテゴリ・商用車：Eカテゴリ）や日本のJASO規格（乗用車：DL-1・商用車：DH-1,DH-2）とは事情が異なると言え、現行のディーゼル用API規格はACEA Eカテゴリ、JASO DHと競合する規格と言える。
日本国内ではCF-4まででCG-4以降のAPI規格のオイルは一般ユーザーの眼に触れることは少ないが、米国やその他の国ではCG-4以降のAPI規格が使用されている。CG-4の後はCH-4,CI-4（CI-4＋）と続き現在の最新規格はCＫ-4となっている。これは日本国内ではCF-4規格(商用・産業においては主にCD規格)からCG-4に移行しなかったためで、API規格を要求する輸入車やエンジンを除くとCG-4以降のAPI規格は国内での需要は殆ど無いと言える。国内ではCG-4以降のAPI規格を参考にしつつ、国産エンジンやEGRなどにも対応した日本自動車技術会規格(JASO規格)である国内独自のDH-1規格が導入された。その後も灰分を抑制しDPFに対応したDH-2、乗用車用としてDL-1といった規格を導入していき国内のディーゼルエンジンはJASO規格が主流となった。CG-4を採用しなかったのは日本と欧米では排気ガス規制(日本:NOx規制重視 欧米:PM規制重視)やエンジン設計(動弁系の機構やEGRの有無)が異なり一部のCG-4規格油において日本のエンジンが要求する性能に達しない部分があった為とされている。特に動弁系の違いにおいては一部のCG-4規格油を日本に多いすべり動弁のエンジンに使用した場合のカムの摩耗という不具合が見られたという点が採用が見送られた大きな理由として挙げられる。なおDH-1以前においてもAPI規格に日本独自の試験を付加した仕様が存在しており、商用において主流であったCD規格においては「Japanese CD」および「Japanese CD plus」と呼称されるものが存在した。
国内ではSM/CFなどといったCF規格が付いたガソリン・ディーゼル兼用オイルが見られるが2010年でCF規格が廃止されたため、これ以降はCF"相当"表記となる。同様にCF-4もさらに以前の時点でAPIでは廃止となっているが、DH-1,DH-2規格オイルにはCF-4相当表示がついているものが多い。また数は多くないがDL-1規格オイルの一部にもCF-4相当と表記してあるものもある。
現在のAPI規格における有効（Current）な規格はCH-4,CI-4（CI-4+）,CJ-4でCG-4以前は廃止（obsolete）となっている。
CJ-4の次期規格としてはCK-4が既に流通している他、別に省燃費規格としてFA-4が設定される予定となっている。

### ガソリン・ディーゼル兼用オイル
ガソリンとディーゼルのオイル規格は異なる試験や基準値により設定されているため、基本的には互換性はなくガソリンエンジンにディーゼル規格油、ディーゼルエンジンにガソリン規格油を使用することは一部を除き出来ない。
ガソリンエンジン用オイルにおいてはディーゼルエンジンに必要とされる酸中和性(高硫黄軽油の場合）、すすや高温スラッジに対する清浄分散性、低灰分（DPF装着車の場合）などに関する部分が不足もしくは不適合な事がありディーゼルエンジンに使用することは望ましくない。ディーゼルエンジン用オイルをガソリンエンジンに使用しても短期的には重大な不具合を起こす事は考えにくいが中長期的には悪影響をもたらす可能性がある。ガソリンエンジンとディーゼルエンジンでは求められる洗浄分散性が異なり、ディーゼル用オイルではガソリンエンジンで生じやすい低温スラッジへの対応が不足していたり、規格によっては触媒への攻撃性が高く、高灰分によりデポジットが増加する場合もある。
ただしガソリン・ディーゼル兼用オイルが存在する。例としてはSN/CFやCJ-4/SMといった形で表記され、前方に表記されているのがメイン規格であり、後方に表記されるのが付加されたサブ規格となる。併記されている場合は規格に適合する限りはガソリンおよびディーゼルエンジンで使用が可能である。目にする事が多いものとしてはガソリン規格（Sx）にCF規格が付加されたものがある。CF規格の場合、要求値が低く容易にガソリン規格へ付加できるレベルの規格であるため多くのガソリン向けオイルでCF規格相当の表記がなされている。その他CF-4規格が付加されたオイルも比較的存在するが、CG-4以降になるとガソリン規格にディーゼル規格を付加したものは少なくなっていき、逆にディーゼル規格にガソリン規格を付加したものが多くなる。これはAPIディーゼル規格が新しい規格になるごとに厳しくなったことからガソリン規格にディーゼル規格の性能を付加する事が困難になり、逆にガソリン規格の性能を付加する方が容易になった為である。規格にかかるエンジン試験だけを取りげてもCFは2種類と少ないが、CF-4では4種類、それ以降は規格をおうごとに増え続けCJ-4に至っては9種類となっている。これはSN規格で要求されるエンジン試験よりも多く、開発および認証にかかるコストはガソリン規格よりも大きくなっている。このため近年のCI-4,CJ-4といったディーゼル規格の兼用オイルはCJ-4/SMやCI-4/SLといったディーゼル規格がメインとなっているものが多い。

## 1970年以前
現行の規格分類は1970年に設定、1971年導入された。それ以前はガソリン用としてML（Motor Light）、MM（Motor Medium又はMotor Moderate）、MS（Motor Severe）、ディーゼル用としてDG（Diesel General）、DM（Diesel Medium又はDiesel Moderate）、DS（Diesel Severe）と用途にあわせて各3種類、計6種類の分類が存在した。
この分類は1952年から用いられたが同じ規格（例えばMS規格）であっても50年代前半と60年代後半では当然ながら要求される性能が異なってくる。年々高くなる要求に対応する形で自動車メーカーが独自規格を設定する事となり、規格としての有用性が低下していた。
そこで変化していく要求に対し適宜新規格を追加する現行の分類方式にすることで対応する形となった。
なお現行のAPI規格分類はSA、CAから始まったわけではなく、SA〜SD（SE）とCA〜CDは旧分類から移行したものとなる。このため実質的に現行分類の設定後に新規に追加された規格はガソリン用としてはSE（もしくはSF）、ディーゼル用としてはCEからとなる。旧分類と現行分類の関係および関連性のあるメーカー・軍用・工業規格について以下に示す。
- SA：ML（〜1930年） - 無添加鉱油
- SB：MM（1930〜1964年） - 酸化防止剤添加
- SC：MS（1964年） - Ford M2C101-A
- SD：MS（1968年）- Ford M2C101-B, GM 6041-M（1970/7以前）
- SE：MS（1972年）*[注 4] - Ford M2C101-C, GM 6136-M（6041-M改定）, MIL-L-46152A
- CA：DG（1940?〜1961年）- MIL-L-2104A
- CB：DM（1949〜1960年）- MIL-L-2104A SUPPLEMENT-1
- CC：DM（1961〜1990年）- MIL-L-2104B & 46152B
- CD：DS（1955〜1990年）- MIL-L-2104C/D/E & 45199・Caterpillar Series3

記載しているMIL規格に関しては一部を除きガソリン・ディーゼル兼用となるためとカテゴリが分かれるAPI規格と完全に同等というわけではないが、ガソリン又はディーゼルに関する部分で共通性がある。
以上のように1960年代までは独立して確立された仕様としてのAPI規格ではなくMIL規格やメーカー規格を借りる形でカテゴライズしているに過ぎなかった。
上記CA〜CD（DG〜DS）規格の導入年は規格元となったMIL規格やメーカー規格に基づくもので、何を持って定まったとするかで年が多少前後する場合がある。CDがCCより先に登場した形となっているが、CDのベースとなった規格（後述）は1955年と早期に作られたもののDS（Diesel Severe）級という事からもわかるようにシビアな条件に対応する規格であり、一方でCCのベースとなる規格はCDより遅れて作られたもののガソリンエンジンにも使用できるマルチパーパスな規格でDM（Diesel Modarete）級となるため対応するシビア度では下回る。よってアルファベット順に高性能となる現行APIカテゴリに割当てると登場順と前後する形となった。
このCD規格のベースとなったメーカー規格はCaterpillar社の「Superior lubricants series 3（通称Series 3/S-3）」である。この規格の存在は極めて大きく1950年代に作られたもののCaterpillarでは1972年まで認証を続け、その後はAPI CD規格として1994年まで存続した。特に国内では独自の性能を付加したCD規格があった事もあり産業や商業用途では長年にわたり主流な規格であり続け廃番時でも高いシェアを誇った。API規格として廃番となった後もCD規格は使用され続け、シェアこそ低下したものの2019年現在においてもラインナップとして存在する。
CD規格は登場から半世紀を超え、旧API分類から存続する規格でありながら2019年現在でも相応の需要がある稀有なオイル規格と言える。
なお旧API分類時代はDS級よりもメーカー規格からS-3と呼称される事が多く、2019年現在においてもCD規格（又ははそれ以降の規格）油で製品名にS-3を冠するオイルが複数のメーカーでラインナップされているのはその名残りでもある。
ちなみに1952年以前はML,MM,MSの前身となるRegular（無添加鉱油）、Premium（酸化防止剤添加）、Hevy Duty（酸化防止剤・清浄分散剤添加）という簡便な分類が1947年より使われていた。それ以前はSAE粘度分類のみだった。